# Онтологічний плюралізм Кріса Макденіела
Онтологічний плюралізм Криса Макденіела — плюралістська метаонтологічна теорія Кріса Макденіела, що стверджує, що існує декілька способів буття. За цією концепцією, незважаючи на те, що все, що існує, дійсно існує, способи їх існування (або модуси буття) можуть суттєво відрізнятися. Наприклад, спосіб буття чисел відрізняється від способу буття електронів чи дерев, що дозволяє розмежувати категорії об'єктів не лише за їхньою природою, але й за фундаментальними принципами їх існування.

## Основні положення
Основна теза онтологічного плюралізму формулюється як твердження: «існує декілька способів буття». При цьому важливо відзначити, що існує різниця між метаонтологічною та онтологічною інтерпретаціями цієї позиції. Метаонтологічний аспект ОП стосується різноманітності способів, за якими ми розуміємо поняття буття, тоді як онтологічна інтерпретація стосується безпосередньої диференціації видів об'єктів (наприклад, конкретних і абстрактних) за принципами їх існування.
Макдэніел розвиває поняття «квантифікаційного плюралізму» (ОП 2), за яким існування декількох способів буття обґрунтовується можливістю введення кількох обмежених кванторів. Використовується в логічній нотації поняття обмеженого квантора, який є чимось новим і використовується в логіці. Такий квантор «пробігає лише деяке власне підмножина того, що пробігає необмежений квантор».